# 馬天如
馬天如（洋名：Michael，1968年2月—），母親為著名香港影星狄娜，自小學在瑞士貴族女校讀書，中學畢業後曾赴笈日本，23歲時向母親提出變性，沒有遭到反對。2012年接受香港商業電台節目《1圈圈》訪問期間透露，因為性別認同障礙，一度有過自殺及出家念頭。